# جراحة أثناء النوم
الجراحة أثناء النوم (Hypnosurgery) هو مصطلح يُستخدم لوصف عملية جراحية يتم فيها تسكين المريض باستخدام العلاج التنويمي بدلاً من مواد التخدير التقليدية. ولا يزال هذا العلاج قيد التجربة ولم يتم استخدامه كثيرًا.
وخلال المعالجة أثناء النوم، يساعد أخصائي التنويم المريض على التحكم في المنعكسات دونية الوعي لديه بحيث لا يشعر بـالألم بالمعنى التقليدي. ويكون المرضى على وعي وإحساس أثناء تقدم العملية وغالبًا ما يصفون شعورهم بوخز أو دغدغة عندما يُتوقع الألم عادة.
ويُعتبر التسكين التنويمي أكثر استخدامًا، وهو عبارة عن أسلوب يجمع بين التنويم والحقن الموضعي بالمسكنات والتسكين الخفيف. ويتم تسكين المرضى - في الأغلب من المسنين أو غيرهم من الأشخاص الذين يتعرضون لمخاطر متزايدة عند التخدير العام - ويتم استحضار وعيهم المتزايد عن طريق سرد قصة في غرفة العمليات. وقد أجرى أطباء التخدير في جامعة لييج في بلجيكا أكثر من 4800 عملية جراحية، وكان ذلك بشكل أساسي في علاج الأنف والأذن والحنجرة والغدة الدرقية.
في إبريل 2006م، قامت القناة التلفزيونية البريطانية More4 بالبث الحي لعملي جراحة أثناء النوم لعلاج الفتق.

## وصلات خارجية
- University of Liege, Belgium
- More4: Hypnosurgery live - the entire episode is available for download online (must register to watch).
- Cesarean section video على يوتيوب
- BBC news story
- Hypnosurgery Live episode viewable at Google Video